# María Francisca de Sales Portocarrero
María Francisca de Sales « Paca » de Palafox Portocarrero y Kirkpatrick, 16e duchesse de Peñaranda de Duero (29 janvier 1825 - 16 septembre 1860), également connue sous le nom de Paca de Alba, est une aristocrate espagnole et la sœur d'Eugénie de Montijo, impératrice des  Français. Elle est de plein droit la 16e duchesse de Peñaranda de Duero et une grande d'Espagne. Elle est également duchesse d'Albe en raison de son mariage avec Jacobo Fitz-James Stuart, 15e duc d'Albe.

## Biographie
Elle est la fille aînée de Cipriano de Palafox y Portocarrero, 8e comte de Montijo et 15e duc de Peñaranda de Duero, et de María Manuela Kirkpatrick (fille du consul américain à Malaga). Sa sœur cadette, Eugénie, épouse l'empereur Napoléon III en 1853 et devient impératrice des Français.
Alors qu'elle est enfant, sa famille déménage en France. Après la mort de son père en 1839, María lui succède comme 16e duchesse de Peñaranda de Duero, 10e marquise de Valderrábano, 17e marquise de Villanueva del Fresno et Barcarrota, 13e marquise de la Algaba, 15e marquise de La Bañeza, 15e marquise de Mirallo, 14e marquise de Valdunquillo, 9e comtesse de Montijo, 17e comtesse de Miranda del Castañar, 18e comtesse de Fuentidueña, 13e comtesse de Casarrubios del Monte, 20e comtesse de San Esteban de Gormaz et 18e vicomtesse de Palacios de la Valduerna. 
Sa famille retourne alors en Espagne. Sa mère cherche désespérément à marier Maria et Eugénie, et les sœurs sont surnommées avec condescendance las condesitas par la société madrilène.
Le 16e marquis d'Alcañices demande à son fils aîné, José Osorio y Silva (futur 9e duc de Sesto), de se charger de l'introduction des sœurs dans la société. Il finit par tomber amoureux de María, et les deux restent amis après son mariage. Pour se rapprocher de Maria, il se lie d'amitié avec Eugénie. Cependant, Eugénie tombe amoureuse de lui, et quand elle découvre que son amour n'est pas partagé, elle tente de se suicider avec une concoction de phosphore et de lait.
Maria épouse Jacobo Fitz-James Stuart y Vintimille, héritier de la maison d'Albe, à Madrid le 14 février 1848. Le couple a trois enfants :
- Carlos María Fitz-James Stuart y Palafox (4 décembre 1848 - 15 octobre 1901), 16e duc d'Albe, marié à María del Rosario Falcó y Osorio, 12e comtesse de Siruela ;
- María de la Asunción Fitz-James Stuart y Palafox (17 août 1851 - ), 3e duchesse de Galisteo, épouse José Mesía Pando, 4e duc de Tamames ;
- María Luisa Fitz-James Stuart y Palafox (19 octobre 1853 - 1876), 14e duchesse de Montoro, épouse Luis Fernández de Córdoba y Pérez de Barradas, duc de Medinaceli.

Maria est faite dame de l'ordre de la Reine Marie-Louise. En 1859, on lui diagnostique une tuberculose, bien que ses symptômes suggèrent une leucémie. Sa sœur veut lui faire quitter Madrid et lui envoie son yacht à Alicante. Accompagnée de sa mère (qui ignore la gravité de la maladie) et d'un médecin, elle s'installe à Paris chez sa mère, où elle meurt le 16 septembre 1860.
Ses funérailles ont lieu à l'église de la Madeleine à Paris, et sa dépouille est ensuite transportée à Madrid. Là, son ami José Osorio y Silva, alors maire de Madrid, organise son enterrement à l'ermitage de Santa María la Antigua, où elle avait exprimé le souhait d'être inhumée. Son corps est ensuite transféré au caveau familial de la Maison d'Albe au monastère de l'Inmaculada Concepción de Loeches.
Toute à son chagrin, l'impératrice fera raser la demeure parisienne où sa soeur mourut.

## Titres
- 16e duchesse de Peñaranda de Duero (en) et grande d'Espagne ;
- 13e marquise de la Algaba (es) ;
- 19e marquise de La Bañeza (es) ;
- 15e marquise de Mirallo (es) ;
- 10e marquise de Valderrábano (es) ;
- 14e marquise de Valdunquillo (es) ;
- 18e marquise de Villanueva del Fresno (es) et de Barcarrota (es) ;
- 12e comtesse de Casarrubios del Monte (es) ;
- 8e comtesse de Fuentidueña (es) ;
- 18e comtesse de Miranda del Castañar (es) et grande d'Espagne ;
- 9e comtesse de Montijo et grande d'Espagne ;
- 20e comtesse de San Esteban de Gormaz (es) et grande d'Espagne ;
- 10e vicomtesse de la Calzada (es) ;
- 18e vicomtesse de Palacios de la Valduerna (es) ;
- 26e dame de Moguer (es) ;